# María Ana của Tây Ban Nha
María Ana của Tây Ban Nha (tiếng Tây Ban Nha: María Ana de España, tiếng Đức: Maria Anna von Spanien; tiếng Anh: Maria Anna of Spain; 18 tháng 8 năm 1606 – 13 tháng 5 năm 1646) là Vương nữ Tây Ban Nha và là Hoàng hậu La Mã Thần thánh, Vương hậu Hungary và Bohemia thông qua cuộc hôn nhân với Ferdinand III của Thánh chế La Mã. María Ana từng nhiều lần đảm nhiệm vai trò nhiếp chính trong thời gian chồng vắng mặt, đặc biệt là khi Ferdinand III ở Bohemia năm 1645.
Là con gái của Felipe III của Tây Ban Nha và Margarete của Áo, trước khi kết hôn với Ferdinand III, María Ana được coi là người vợ tiềm năng của Charles I của Anh (bấy giờ là Thân vương xứ Wales). Sự kiện này được biết đến trong lịch sử gọi là "Hôn ước Tây Ban Nha" (the Spanish match), đã gây ra một cuộc khủng hoảng chính trị trong nội bộ Vương quốc Anh và Scotland. Tại triều đình Viên, María Ana tiếp tục thể hiện văn hóa Tây Ban Nha bản địa của mình, từ quần áo đến âm nhạc và cũng thúc đẩy việc thắt chặt mối quan hệ giữa nhánh Đế quốc và nhánh Tây Ban Nha của Hoàng tộc Habsburg.

## Những năm đầu đời
María Ana của Tây Ban Nha sinh ra tại Cung điện El Escorial, gần Madrid, vào ngày 18 tháng 8 năm 1606, là con thứ tư và là con gái thứ ba của Felipe III của Tây Ban Nha và Margarete của Áo, Nữ Đại vương công Áo thuộc nhánh Nội Áo của Hoàng tộc Habsburg. Trong số bảy anh chị em của María Ana, chỉ có bốn người sống qua tuổi ấu thơ: Ana (sau này là vợ của Louis XIII của Pháp), Felipe IV của Tây Ban Nha, Carlos (qua đời khi còn trẻ vào năm 1632) và Fernando (sau này là Hồng y-Infante và Thống đốc của Hà Lan thuộc Tây Ban Nha). Cha mẹ của María Ana, tức là Felipe III và Margarete có quan hệ họ hàng gần và có rất nhiều liên hệ với nhau thông qua hôn nhân của tổ tiên: thông qua cha của Felipe III, Felipe III chính là anh họ của Margarete và thông qua mẹ của Quốc vương, Felipe III là cháu gọi cô lẫn dì của Margarete. Ngoài ra, Margarete cũng là em họ của Felipe III thông qua mẹ. María Ana được rửa tội vào ngày 8 tháng 9, ngày Lễ sinh nhật của Đức Maria và được đỡ đầu bởi chị gái Ana và Francisco de Sandoval y Rojas, Công tước thứ 1 xứ Lerma.

## Đính hôn
Ngay từ khi còn nhỏ, María Ana đã có một vai trò quan trọng trong các dự tính hôn nhân của Felipe III. Ở tuổi thiếu niên, Vương nữ được hứa hôn với Đại vương công Johann Karl, con trai cả và là người thừa kế của Ferdinand II của Thánh chế La Mã và người vợ đầu là Maria Anna xứ Bayern và cũng là anh họ của Vương nữ. Tuy nhiên, cuộc hôn nhân không diễn ra vì Johann Karl đã qua đời vào năm 1618.
Năm 1622, Quốc vương James I của Anh nhận được lời đề nghị gả María Ana từ Felipe IV của Tây Ban Nha, anh trai của María Ana để thắt chặt mối quan hệ giữa hai quốc gia thông qua cuộc hôn nhân giữa Vương tử Charles, Thân vương xứ Wales và Infanta María Ana. Bản thân James I mong rằng cuộc hôn nhân giữa Charles và María Ana sẽ khiến Tây Ban Nha trao trả lại vùng Pfalz cho vợ chồng con gái Elizabeth. Phía Luân Đôn và Madrid bắt đầu có những hoạt động đàm phán tích cực. Cuộc hôn nhân tiềm năng giữa Thân vương xứ Wales và Infanta Tây Ban Nha được biết đến trong lịch sử với cái tên "Hôn ước Tây Ban Nha" (The Spanish match) và gây ra một cuộc khủng hoảng chính trị nội bộ ở cả Anh và Scotland. Năm 1623, Thân vương xứ Wales cùng với George Villiers, Công tước thứ 1 xứ Buckingham, đến thăm Madrid để gặp nàng dâu sắp cưới. Tuy nhiên, María Ana thà vào tu viện còn hơn là kết hôn với tín hữu Kháng Cách và Charles sẽ không cải sang Công giáo. Cuối cùng, cuộc hôn nhân không diễn ra vì lý do chính trị cũng như vì sự miễn cưỡng của vị tân vương của Tây Ban Nha trong việc thiết lập hôn nhân với Vương tộc Stuart dù bên Anh đã chấp nhận một hiệp ước rất có lợi cho phía Tây Ban Nha. Charles sau cùng đã kết hôn với một người Công giáo sùng đạo là Henriette Marie của Pháp thuộc Vương tộc Bourbon.

## Hôn nhân
Cuối năm 1626, María Ana đính hôn với Đại vương công Ferdinand, em trai của vị hôn phu đầu tiên của Vương nữ và là trữ quân mới của Hoàng đế Ferdinand II. Lễ đính hôn chính thức diễn ra trước một loạt cuộc đàm phán được tiến hành vào năm 1625. Cùng năm đó, Ferdinand lên ngôi Quốc vương Hungary, và năm 1627, Ferdinand trở thành Quốc vương Bohemia. Nội dung của các cuộc đàm phán là về cuộc sống của María Ana tại triều đình của người chồng tương lai. Bất chấp mong muốn của Ferdinand rằng cha giải tội của María Ana sẽ là Tu sĩ Dòng Tên Ambrosio de Peñalosa, Diego Quiroga là người được bổ nhiệm. Theo thỏa thuận hôn nhân được hai bên ký kết vào năm 1628 có ghi rằng María Ana có thể giữ quyền thừa kế ngai vàng Tây Ban Nha, nhưng chị gái của Vương nữ là Ana, người kết hôn với Louis XIII của Pháp năm 1615, thì buộc phải từ bỏ quyền thừa kế.
Tháng 12 năm 1629, María Ana rời Madrid đến Viên, tròn ba năm sau khi đính hôn và gần năm năm sau khi lời hỏi cưới lần đầu được đề xuất. Chuyến hành trình phải mất hơn một năm mới hoàn thành. Trên đường đi bằng đường biển ở Genova, đã có sự cố phát sinh do một trận dịch hạch bùng phát ở Bán đảo Ý. Vì lý do đó, đoàn người không thể dừng lại ở Bologna, nơi Hồng y Antonio Barberini, cháu trai của Giáo hoàng Urbanô VIII, đang đợi Vương nữ đến để trao Hoa hồng Vàng. Đoàn người chuyển đến Napoli và María Ana đã nhận được Hoa hồng Vàng tại đây. Infanta sau đó di chuyển qua Lãnh địa Giáo hoàng sau khi Vương nữ thực hiện chuyến hành hương đến Vương cung Thánh đường Thánh Casa. Trong đoạn hành trình đó, María Ana được tầng lớp quý tộc ở Roma tháp tùng, dẫn đầu bởi một người cháu khác của Giáo hoàng Urbanô VIII là Taddeo Barberini, Thân vương xứ Palestrina. Ngày 26 tháng 1 năm 1631, Vương nữ đến Trieste và gặp Đại vương công Leopold Wilhelm của Áo, em chồng tương lai của mình. Ngay ngày hôm đó, María Ana kết hôn với Quốc vương Ferdinand của Hungary và Bohemia theo phương thức ủy nhiệm, với người đại diện cho Ferdinand là Leopold Wilhelm. Sau hôn lễ, Leopold Wilhelm hộ tống María Ana đến Viên.
Trước hôn lễ chính thức, vì không tin tưởng vào những bức chân dung trước đó mà mình đã nhìn thấy về ngoại hình của Vương nữ, Ferdinand đã bí mật gặp mặt cô dâu của mình. Ngài Oberhofmeister (tạm dịch: quản sự) yêu cầu được diện kiến María Ana. Trong chuyến thăm, Ferdinand đi cùng với một số quý tộc. Bị ấn tượng bởi vẻ đẹp của Vương nữ, Ferdinand ngay lập tức tiết lộ danh tính và bắt chuyện với María Ana bằng tiếng Tây Ban Nha. Tình yêu và sự tôn trọng mà vị Ferdinand dành cho vợ kéo dài trong suốt cuộc hôn nhân của hai người. Ferdinand một lòng với María Ana và không bao giờ có con ngoại hôn.
Ngày 20 tháng 2 năm 1631, tại Viên, María Ana kết hôn với Quốc vương Ferdinand của Hungary và Bohemia. Lễ hội mừng lễ cưới của hai người kéo dài một tháng. Cuộc hôn nhân được mô tả là hòa hợp. María Ana được miêu tả là người vui tính, thân thiện và thông minh, tân Vương hậu đã xoa dịu tính cách u sầu của Ferdinand.

## Hoàng hậu La Mã Thần thánh và Vương hậu Đức

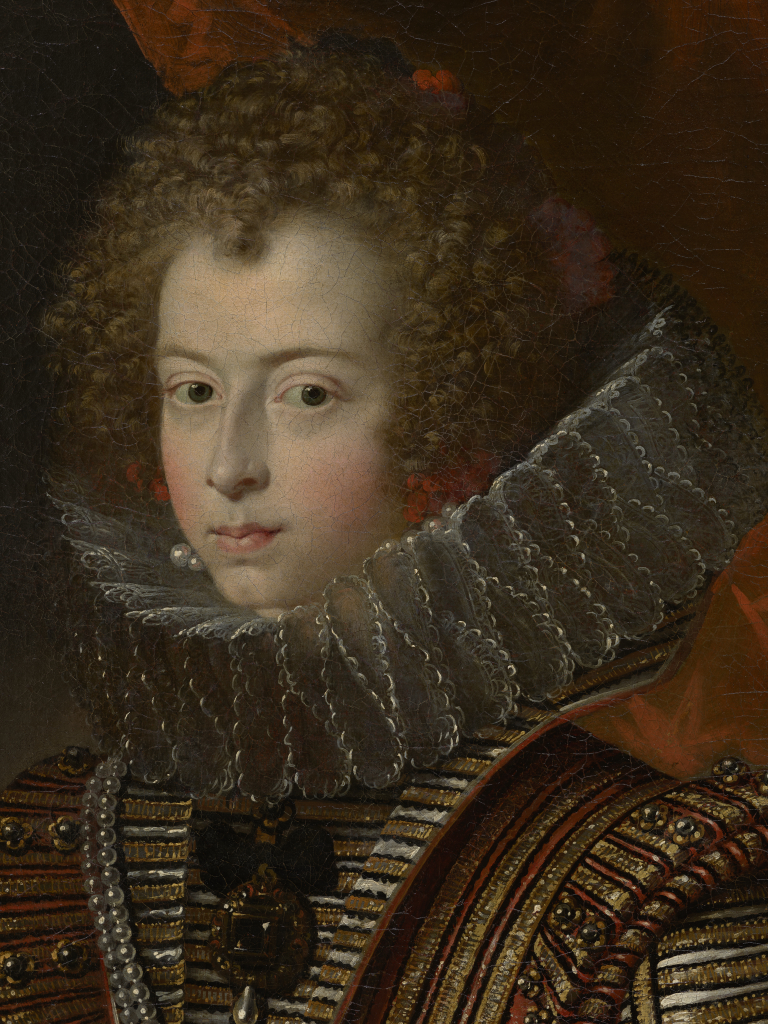
Bức chân dung Infanta María Ana của Tây Ban Nha bởi Felipe Diricksen, 1630 (Bảo tàng Nghệ thuật Portland)

María Ana đến triều đình Viên với thời trang, kịch sân khấu, khiêu vũ và âm nhạc mang phong cách Tây Ban Nha (bao gồm cả tiếng guitar đầu tiên). Với tư cách là vợ của người thừa kế, María Ana duy trì mối quan hệ tốt đẹp với tất cả các thành viên trong gia đình chồng, nhưng Vương nữ có mối quan hệ phức tạp với mẹ kế của Ferdinand là Hoàng thái hậu Eleonora Gonzaga, người chỉ lớn hơn María Ana tám tuổi, chủ yếu là do sự cạnh tranh giữa hai người trong việc giành ảnh hưởng tại triều đình. María Ana cũng dành nhiều sự quan tâm cho nghệ thuật, đặc biệt là hội họa. Vương nữ đã sưu tầm các tác phẩm của các họa sĩ người Ý, Tây Ban Nha và Flemish cuối thời kỳ Phục hưng và đầu thời kỳ Baroque.
Tại Regensburg, ngày 22 tháng 12 năm 1636, Ferdinand được bầu làm Quốc vương La Mã Đức, và một tuần sau, Ferdinand được Tổng giám mục Mainz trao Vương miện. María Ana đăng cơ với tư cách là Vương hậu Đức một tháng sau đó, vào ngày 21 tháng 1 năm 1637. Sau cái chết của cha vào ngày 15 tháng 2 năm 1637, Ferdinand trở thành tân Hoàng đế La Mã Thần thánh với đế hiệu Ferdinand III và cũng trở thành Quốc vương cai trị Hungary và Bohemia. María Ana do đó cũng trở thành Hoàng hậu La Mã Thần thánh và Vương hậu thực sự của Hungary và Bohemia. Lễ đăng cơ của María với tư cách là Vương hậu Hungary được cử hành tại Pressburg.
María Ana tham gia chính trị với tư cách là cố vấn cho chồng, là người hòa giải giữa Hoàng đế và họ hàng bên Tây Ban Nha. Dù luôn bảo vệ quyền lợi của chồng nhưng María Ana cũng không quên quyền lợi của các anh em trai là Quốc vương Felipe IV và Hồng y-Infante Fernando. Tại triều đình của mình, chủ yếu bao gồm người Tây Ban Nha, khách viếng thăm thường là đại sứ Tây Ban Nha và các nhà ngoại giao khác. Trong thời gian vắng mặt tại triều đình ở Viên, Hoàng đế đã bổ nhiệm vợ làm nhiếp chính, chẳng hạn như vào năm 1645, trong Chiến tranh Ba mươi năm, khi Ferdinand III đang ở Vương quốc Bohemia.

## Qua đời
Vào tháng 3 năm 1645 María Ana và các con rời khỏi Linz vì sự đổ bộ của quân đội Thụy Điển Kháng Cách và chuyển đến Viên. Đến tháng 4, quân Thụy Điển chuẩn bị vượt sông Danube và đe dọa chiếm đóng thành phố. Hoàng thất do đó tạm thời chạy trốn đến Graz. Sau khi trở về Viên, María Ana và gia đình lại buộc phải chuyển đến Linz vì bệnh dịch. Lần mang thai thứ sáu của María Ana được ghi nhận vào tháng 1 năm 1646. Bốn tháng sau, vào ngày 12 tháng 5, tại lâu đài Linz, María Ana đột nhiên cảm thấy sốt, chảy nhiều máu và qua đời vào sáng hôm sau. Đứa trẻ trong bụng của María Ana được mổ lấy ra và được đặt tên là Maria nhưng chỉ sống được vài giờ. Ngày 24 tháng 5, cả hai mẹ con được đặt trong cùng một quan tài, được chuyển đến Viên và chôn cất trong Hầm mộ Hoàng gia, nơi chứa sẵn quan tài chứa hài cốt của hai người con trai đã qua đời trước đó của María Ana. Đoàn tang lễ được tháp tùng bởi đại sứ Tây Ban Nha và các thị nữ của Hoàng hậu. Rất đau buồn trước cái chết của vợ con, Hoàng đế không thể đến dự tang lễ. Tuy nhiên, sau khi trở về Viên vào cuối tháng 8, Ferdinand III cũng đã bày tỏ lòng kính trọng đối với hài cốt của vợ, và vào tháng 9, Ferdinand III tuyên bố lễ đính hôn của con gái lớn Maria Anna với Baltasar Carlos của Tây Ban Nha, Thân vương xứ Asturias. Tuy nhiên, Vương tử đã qua đời chỉ một tháng sau đó. Các thành viên trong hộ gia (household) của cố Hoàng hậu, những người đa theo María Ana từ Tây Ban Nha, gồm có cha giải tội và các thị nữ, đã sống tại triều đình Viên thêm vài năm sau khi Hoàng hậu qua đời.

## Con cái
María Ana và Ferdinand III có sáu người con:
- Ferdinand IV (8 tháng 9 năm 1633 – 9 tháng 7 năm 1654), Quốc vương La Mã Đức, Hungary và Bohemia.
- Maria Anna (22 tháng 12 năm 1634 – 16 tháng 5 năm 1696), Vương hậu Tây Ban Nha.
- Philipp August (15 tháng 7 năm 1637 – 22 tháng 6 năm 1639), Đại vương công Áo.
- Maximilian Thomas (21 tháng 12 năm 1638 – 29 tháng 6 năm 1639), Đại vương công Áo.
- Leopold I (9 tháng 6 năm 1640 – 5 tháng 5 năm 1705), Hoàng đế Thánh chế La Mã.
- Maria (sinh và mất ngày 13 tháng 5 năm 1646), Nữ Đại vương công Áo.

## Hình tượng trong nghệ thuật
Claire Jowitt xem nhân vật Vương nữ Donusa trong vở kịch The Renegado năm 1624 của Philip Massinger như một câu chuyện ngụ ngôn về thỏa thuận hôn nhân bất thành của María Ana.
Năm 1634, nhà thơ kiêm viết kịch người Tây Ban Nha là Pedro Calderón de la Barca, để vinh danh chiến thắng của quân Tây Ban Nha và Áo trước quân Thụy Điển trong trận Nördlingen, đã dựng một buổi biểu diễn ở Madrid trong đó María Ana, cùng chồng là một trong số các diễn viên.
Ngoại trừ một vài bức chân dung của María Ana khi còn nhỏ thì hầu hết đều nằm trong bộ sưu tập của Bảo tàng Kunsthistorisches ở Viên. Bức chân dung đầu tiên được họa bởi Juan Pantoja de la Cruz, khi Vương nữ được một tuổi. Bộ sưu tập của Bảo tàng Nghệ thuật Portland bao gồm một bức chân dung của María Ana trong những năm 1630, được họa bởi Felipe Diriksen. Một bức chân dung khác của Infanta María Ana, bấy giờ là Vương hậu Hungary và Bohemia được Diego Velázquez, họa sĩ cung đình Madrid thực hiện và hiện là một phần trong bộ sưu tập của Bảo tàng Prado. Các bức chân dung của Hoàng hậu do Frans Luycx (họa sĩ tại cung đình Viên), Bartolomé González y Serrano, Rodrigo de Villandrando, Justus Sustermans, Juan van der Hamen và các họa sĩ vô danh khác thực hiện được lưu giữ trong bộ sưu tập của Bảo tàng Kunsthistorisches, Bảo tàng Prado, phòng trưng bày của Cung điện Esterházy ở Eisenstadt  và Bảo tàng Fesch ở Ajaccio.

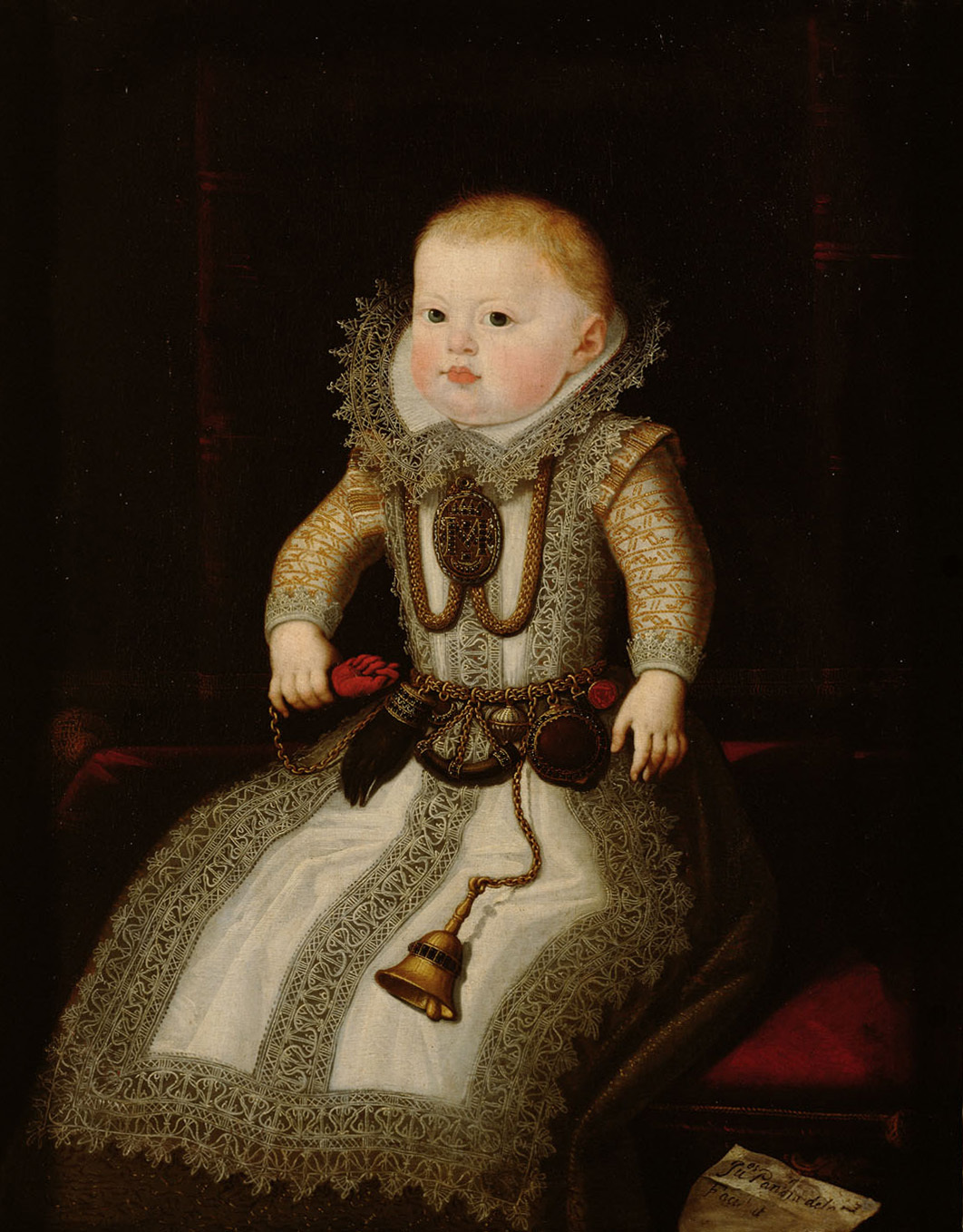
Infantin Maria Anna, Kaiserin, im Alter von 4 bis 5 Monaten, Bildnis in ganzer Figur (1607), by Juan Pantoja de la Cruz, Bảo tàng Kunsthistorisches, Viên.
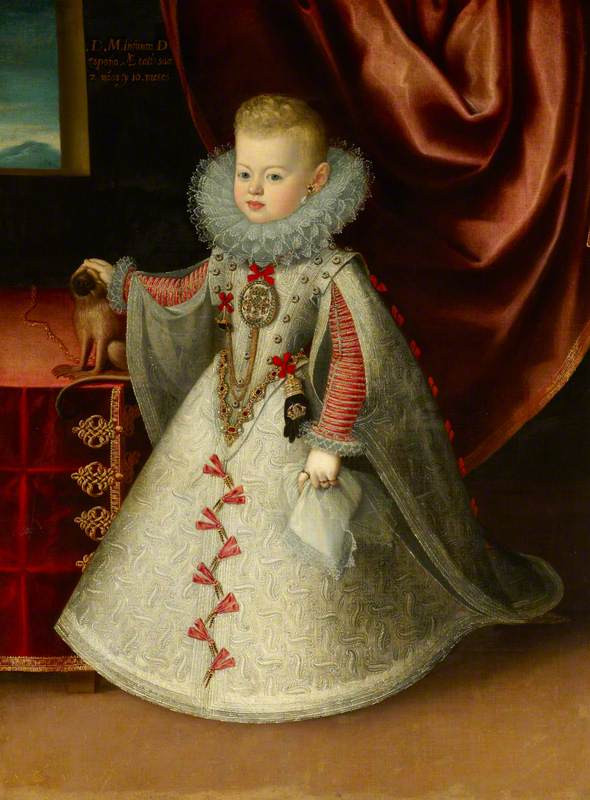
Maria Anna, Infanta of Spain, Later Archduchess of Austria, Queen of Hungary and Empress, as a child, bởi Bartolomé González y Serrano, National Trust, Cliveden.
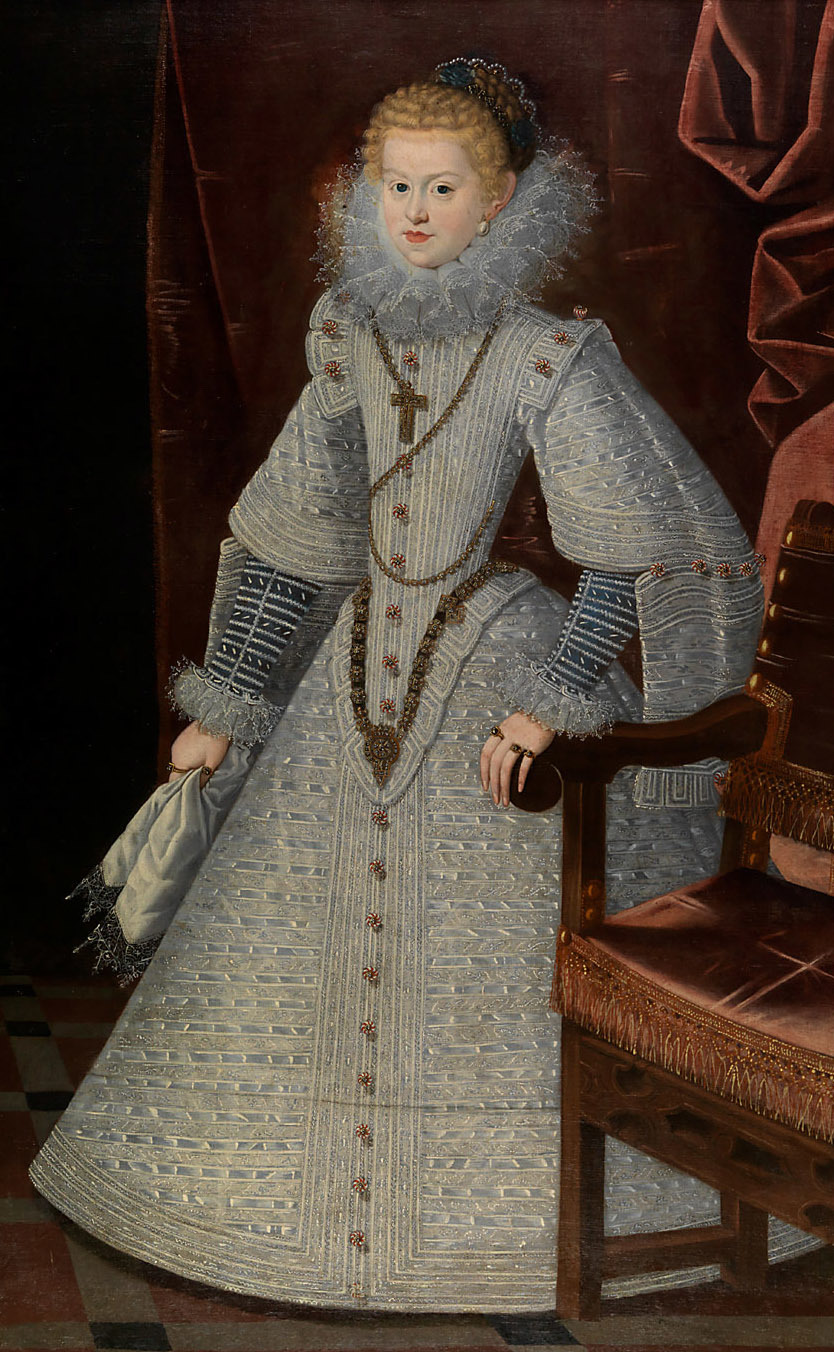
Infantin Maria Anna, Kaiserin, in ganzer Figur (1617), bởi Bartolomé González y Serrano, Bảo tàng Kunsthistorisches, Viên.
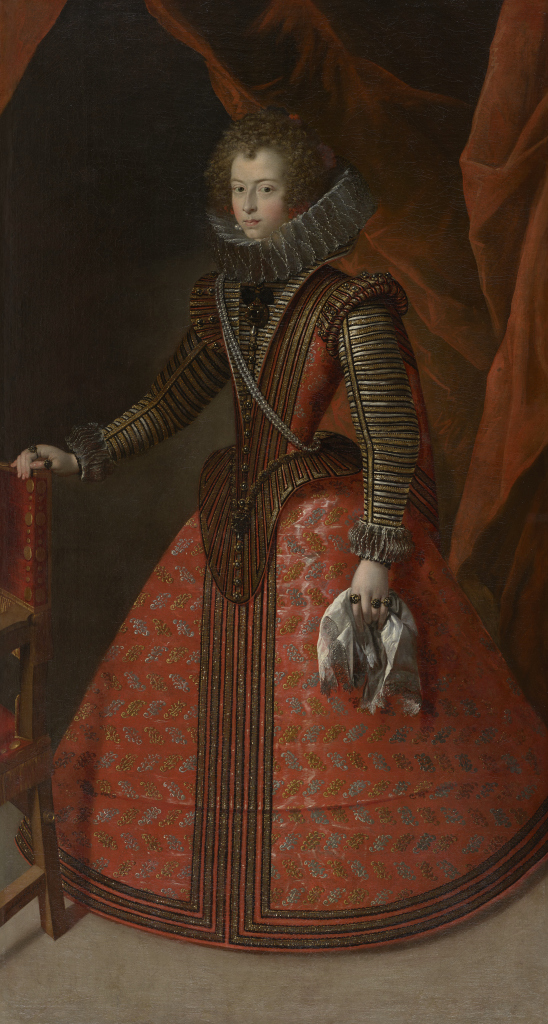
Retrato de la infanta María Ana de Austria (1630), bởi Felipe Diricksen, Bảo tàng Nghệ thuật Portland.
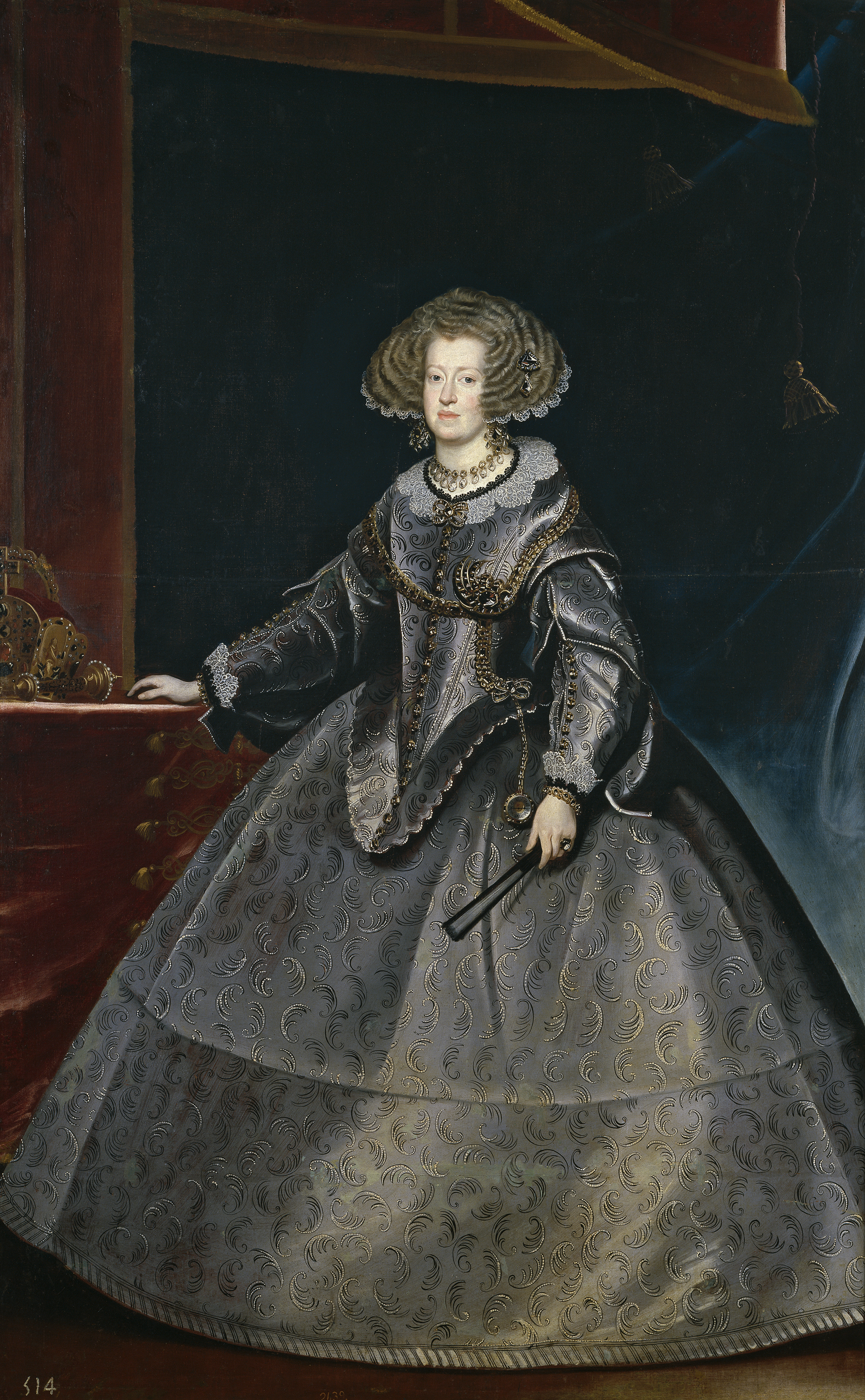
María de Austria, reina de Hungría (1635), bởi Frans Luycx, Bảo tàng Prado, Madrid.
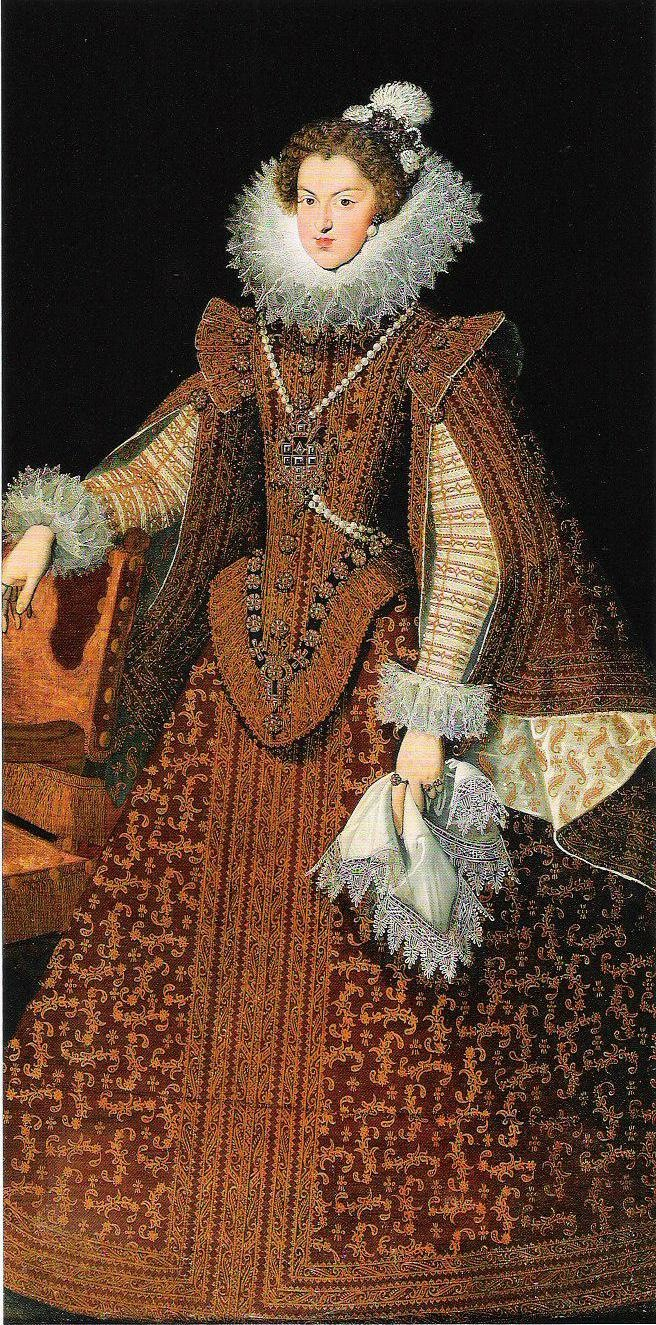
María Ana de Austria (c. 1630), bởi Juan van der Hamen, Bảo tàng Fesch, Ajaccio.
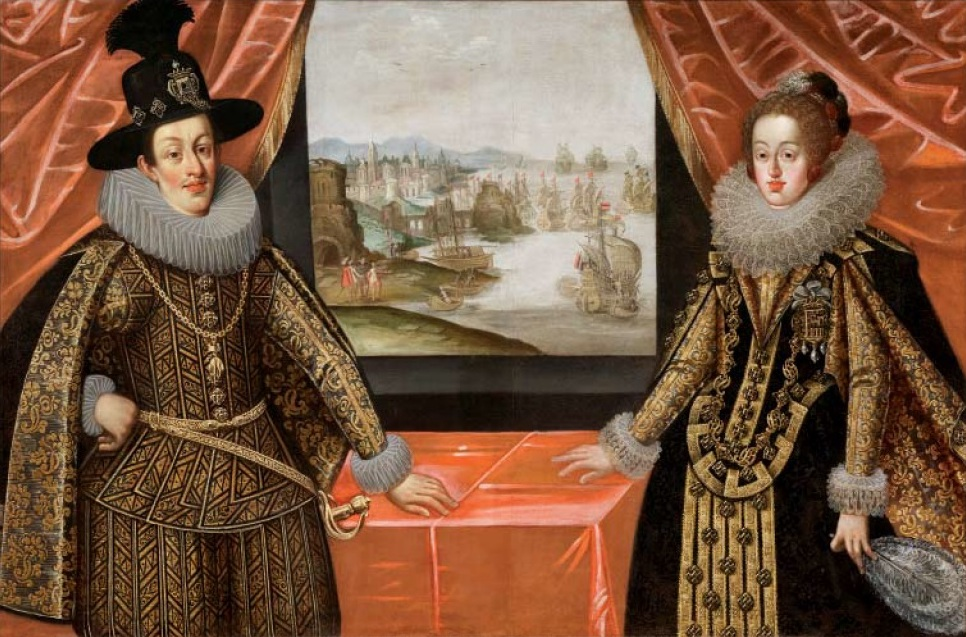
Ölgemälde von Ferdinand III. von Habsburg und seiner ersten Gemahlin Maria Anna von Spanien (1628/30) bởi Justus Sustermans, Schloss Esterházy, Eisenstadt.
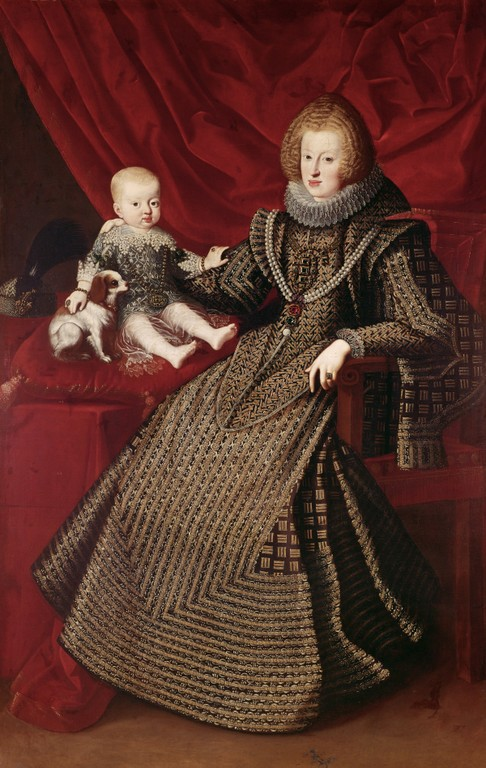
Infantin Maria Anna, Kaiserin, in ganzer Figur mit ihrem erstgeborenen Sohn Ferdinand (1634), họa sĩ vô danh, Bảo tàng Kunsthistorisches, Viên.

## Gia phả
| \| \| \| \| \| \| \| \| \| \| \| \| \| \| \| \| \| \| \| \| \| \| \| 16. Juana I của Castilla[46] (= 24) \| \| \| \| \| \| \| \| \| \| \| \| \| \| \| \| \| \| \| \| \| \| \| \| \| \| \| \| \| \| \| \| \| \| \| \| \| \| \| \| \| \| \| \| \| \| \| \| \| \| \| \| \| \| \| \| \| \| \| \| \| \| \| 8. Carlos I của Tây Ban Nha[47] (= 22) \| \| \| \| \| \| \| \| \| \| \| \| \| \| \| \| \| \| \| \| \| \| \| \| \| \| \| \| \| \| \| \| \| \| \| \| \| \| \| \| \| \| \| \| \| \| \| \| \| \| \| \| \| \| \| \| \| \| \| \| \| \| \| 17. Philipp của Áo[46] (= 25) \| \| \| \| \| \| \| \| \| \| \| \| \| \| \| \| \| \| \| \| \| \| \| \| \| \| \| \| \| \| \| \| \| \| \| \| \| \| \| \| \| \| \| \| \| \| \| \| \| \| \| \| \| \| \| \| \| \| \| \| \| \| \| 4. Felipe II của Tây Ban Nha[48] \| \| \| \| \| \| \| \| \| \| \| \| \| \| \| \| \| \| \| \| \| \| \| \| \| \| \| \| \| \| \| \| \| \| \| \| \| \| \| \| \| \| \| \| \| \| \| \| \| \| \| \| \| \| \| \| \| \| \| \| \| \| \| 18. Manuel I của Bồ Đào Nha[49] \| \| \| \| \| \| \| \| \| \| \| \| \| \| \| \| \| \| \| \| \| \| \| \| \| \| \| \| \| \| \| \| \| \| \| \| \| \| \| \| \| \| \| \| \| \| \| \| \| \| \| \| \| \| \| \| \| \| \| \| \| \| \| 9. Isabel của Bồ Đào Nha[47] (= 23) \| \| \| \| \| \| \| \| \| \| \| \| \| \| \| \| \| \| \| \| \| \| \| \| \| \| \| \| \| \| \| \| \| \| \| \| \| \| \| \| \| \| \| \| \| \| \| \| \| \| \| \| \| \| \| \| \| \| \| \| \| \| \| 19. María của Aragón và Castilla[49] \| \| \| \| \| \| \| \| \| \| \| \| \| \| \| \| \| \| \| \| \| \| \| \| \| \| \| \| \| \| \| \| \| \| \| \| \| \| \| \| \| \| \| \| \| \| \| \| \| \| \| \| \| \| \| \| \| \| \| \| \| \| \| 2. Felipe III của Tây Ban Nha \| \| \| \| \| \| \| \| \| \| \| \| \| \| \| \| \| \| \| \| \| \| \| \| \| \| \| \| \| \| \| \| \| \| \| \| \| \| \| \| \| \| \| \| \| \| \| \| \| \| \| \| \| \| \| \| \| \| \| \| \| \| \| 20. Ferdinand I của Thánh chế La Mã[50] (= 12, 30) \| \| \| \| \| \| \| \| \| \| \| \| \| \| \| \| \| \| \| \| \| \| \| \| \| \| \| \| \| \| \| \| \| \| \| \| \| \| \| \| \| \| \| \| \| \| \| \| \| \| \| \| \| \| \| \| \| \| \| \| \| \| \| 10. Maximilian II của Thánh chế La Mã[51] \| \| \| \| \| \| \| \| \| \| \| \| \| \| \| \| \| \| \| \| \| \| \| \| \| \| \| \| \| \| \| \| \| \| \| \| \| \| \| \| \| \| \| \| \| \| \| \| \| \| \| \| \| \| \| \| \| \| \| \| \| \| \| 21. Anna của Bohemia và Hungary[50] (= 13, 31) \| \| \| \| \| \| \| \| \| \| \| \| \| \| \| \| \| \| \| \| \| \| \| \| \| \| \| \| \| \| \| \| \| \| \| \| \| \| \| \| \| \| \| \| \| \| \| \| \| \| \| \| \| \| \| \| \| \| \| \| \| \| \| 5. Anna của Áo[48] (≠ 15) \| \| \| \| \| \| \| \| \| \| \| \| \| \| \| \| \| \| \| \| \| \| \| \| \| \| \| \| \| \| \| \| \| \| \| \| \| \| \| \| \| \| \| \| \| \| \| \| \| \| \| \| \| \| \| \| \| \| \| \| \| \| \| 22. Carlos I của Tây Ban Nha[52] (= 8) \| \| \| \| \| \| \| \| \| \| \| \| \| \| \| \| \| \| \| \| \| \| \| \| \| \| \| \| \| \| \| \| \| \| \| \| \| \| \| \| \| \| \| \| \| \| \| \| \| \| \| \| \| \| \| \| \| \| \| \| \| \| \| 11. María của Tây Ban Nha[51] \| \| \| \| \| \| \| \| \| \| \| \| \| \| \| \| \| \| \| \| \| \| \| \| \| \| \| \| \| \| \| \| \| \| \| \| \| \| \| \| \| \| \| \| \| \| \| \| \| \| \| \| \| \| \| \| \| \| \| \| \| \| \| 23. Isabel của Bồ Đào Nha[52] (= 9) \| \| \| \| \| \| \| \| \| \| \| \| \| \| \| \| \| \| \| \| \| \| \| \| \| \| \| \| \| \| \| \| \| \| \| \| \| \| \| \| \| \| \| \| \| \| \| \| \| \| \| \| \| \| \| \| \| \| \| \| \| \| \| 1. María Ana của Tây Ban Nha \| \| \| \| \| \| \| \| \| \| \| \| \| \| \| \| \| \| \| \| \| \| \| \| \| \| \| \| \| \| \| \| \| \| \| \| \| \| \| \| \| \| \| \| \| \| \| \| \| \| \| \| \| \| \| \| \| \| \| \| \| \| \| 24. Juana I của Castilla[53][46] (= 16) \| \| \| \| \| \| \| \| \| \| \| \| \| \| \| \| \| \| \| \| \| \| \| \| \| \| \| \| \| \| \| \| \| \| \| \| \| \| \| \| \| \| \| \| \| \| \| \| \| \| \| \| \| \| \| \| \| \| \| \| \| \| \| 12. Ferdinand I của Thánh chế La Mã[54] (= 20, 30) \| \| \| \| \| \| \| \| \| \| \| \| \| \| \| \| \| \| \| \| \| \| \| \| \| \| \| \| \| \| \| \| \| \| \| \| \| \| \| \| \| \| \| \| \| \| \| \| \| \| \| \| \| \| \| \| \| \| \| \| \| \| \| 25. Philipp của Áo[46] (= 17) \| \| \| \| \| \| \| \| \| \| \| \| \| \| \| \| \| \| \| \| \| \| \| \| \| \| \| \| \| \| \| \| \| \| \| \| \| \| \| \| \| \| \| \| \| \| \| \| \| \| \| \| \| \| \| \| \| \| \| \| \| \| \| 6. Karl II của Nội Áo[55] \| \| \| \| \| \| \| \| \| \| \| \| \| \| \| \| \| \| \| \| \| \| \| \| \| \| \| \| \| \| \| \| \| \| \| \| \| \| \| \| \| \| \| \| \| \| \| \| \| \| \| \| \| \| \| \| \| \| \| \| \| \| \| 26. Ulászló II của Hungary[56] \| \| \| \| \| \| \| \| \| \| \| \| \| \| \| \| \| \| \| \| \| \| \| \| \| \| \| \| \| \| \| \| \| \| \| \| \| \| \| \| \| \| \| \| \| \| \| \| \| \| \| \| \| \| \| \| \| \| \| \| \| \| \| 13. Anna của Bohemia và Hungary[54] (= 21, 31) \| \| \| \| \| \| \| \| \| \| \| \| \| \| \| \| \| \| \| \| \| \| \| \| \| \| \| \| \| \| \| \| \| \| \| \| \| \| \| \| \| \| \| \| \| \| \| \| \| \| \| \| \| \| \| \| \| \| \| \| \| \| \| 27. Anne xứ Foix-Candale[56] \| \| \| \| \| \| \| \| \| \| \| \| \| \| \| \| \| \| \| \| \| \| \| \| \| \| \| \| \| \| \| \| \| \| \| \| \| \| \| \| \| \| \| \| \| \| \| \| \| \| \| \| \| \| \| \| \| \| \| \| \| \| \| 3. Margarete của Áo \| \| \| \| \| \| \| \| \| \| \| \| \| \| \| \| \| \| \| \| \| \| \| \| \| \| \| \| \| \| \| \| \| \| \| \| \| \| \| \| \| \| \| \| \| \| \| \| \| \| \| \| \| \| \| \| \| \| \| \| \| \| \| 28. Wilhelm IV xứ Bayern[57] \| \| \| \| \| \| \| \| \| \| \| \| \| \| \| \| \| \| \| \| \| \| \| \| \| \| \| \| \| \| \| \| \| \| \| \| \| \| \| \| \| \| \| \| \| \| \| \| \| \| \| \| \| \| \| \| \| \| \| \| \| \| \| 14. Albrecht V xứ Bayern[58] \| \| \| \| \| \| \| \| \| \| \| \| \| \| \| \| \| \| \| \| \| \| \| \| \| \| \| \| \| \| \| \| \| \| \| \| \| \| \| \| \| \| \| \| \| \| \| \| \| \| \| \| \| \| \| \| \| \| \| \| \| \| \| 29. Maria Jakobäa xứ Baden[57] \| \| \| \| \| \| \| \| \| \| \| \| \| \| \| \| \| \| \| \| \| \| \| \| \| \| \| \| \| \| \| \| \| \| \| \| \| \| \| \| \| \| \| \| \| \| \| \| \| \| \| \| \| \| \| \| \| \| \| \| \| \| \| 7. Maria Anna xứ Bayern[55] \| \| \| \| \| \| \| \| \| \| \| \| \| \| \| \| \| \| \| \| \| \| \| \| \| \| \| \| \| \| \| \| \| \| \| \| \| \| \| \| \| \| \| \| \| \| \| \| \| \| \| \| \| \| \| \| \| \| \| \| \| \| \| 30. Ferdinand I của Thánh chế La Mã[59] (= 12, 20) \| \| \| \| \| \| \| \| \| \| \| \| \| \| \| \| \| \| \| \| \| \| \| \| \| \| \| \| \| \| \| \| \| \| \| \| \| \| \| \| \| \| \| \| \| \| \| \| \| \| \| \| \| \| \| \| \| \| \| \| \| \| \| 15. Anna của Áo[58] (≠ 5) \| \| \| \| \| \| \| \| \| \| \| \| \| \| \| \| \| \| \| \| \| \| \| \| \| \| \| \| \| \| \| \| \| \| \| \| \| \| \| \| \| \| \| \| \| \| \| \| \| \| \| \| \| \| \| \| \| \| \| \| \| \| \| 31. Anna của Bohemia và Hungary[59] (= 13, 21) \| \| \| \| \| \| \| \| \| \| \| \| \| \| \| \| \| \| \| \| \| \| \| \| \| \| \| \| \| \| \| \| \| \| \| \| \| \| \| \| \| \| \| \| \| \| \| \| \| \| \| \| \| \| \| \| \| \| \| \| \| |                                                |  |  |  |  |  |  |  |  |  |  |  |  |  |  |  |  |  |  |
| |                                                |  |  |  |  |  |  |  |  |  |  |  |  |  |  |  |  |  |  |
| | 16. Juana I của Castilla (= 24)                |  |  |  |  |  |  |  |  |  |  |  |  |  |  |  |  |  |  |
| |                                                |  |  |  |  |  |  |  |  |  |  |  |  |  |  |  |  |  |  |
| |                                                |  |  |  |  |  |  |  |  |  |  |  |  |  |  |  |  |  |  |
| | 8. Carlos I của Tây Ban Nha (= 22)             |  |  |  |  |  |  |  |  |  |  |  |  |  |  |  |  |  |  |
| |                                                |  |  |  |  |  |  |  |  |  |  |  |  |  |  |  |  |  |  |
| |                                                |  |  |  |  |  |  |  |  |  |  |  |  |  |  |  |  |  |  |
| | 17. Philipp của Áo (= 25)                      |  |  |  |  |  |  |  |  |  |  |  |  |  |  |  |  |  |  |
| |                                                |  |  |  |  |  |  |  |  |  |  |  |  |  |  |  |  |  |  |
| |                                                |  |  |  |  |  |  |  |  |  |  |  |  |  |  |  |  |  |  |
| | 4. Felipe II của Tây Ban Nha                   |  |  |  |  |  |  |  |  |  |  |  |  |  |  |  |  |  |  |
| |                                                |  |  |  |  |  |  |  |  |  |  |  |  |  |  |  |  |  |  |
| |                                                |  |  |  |  |  |  |  |  |  |  |  |  |  |  |  |  |  |  |
| | 18. Manuel I của Bồ Đào Nha                    |  |  |  |  |  |  |  |  |  |  |  |  |  |  |  |  |  |  |
| |                                                |  |  |  |  |  |  |  |  |  |  |  |  |  |  |  |  |  |  |
| |                                                |  |  |  |  |  |  |  |  |  |  |  |  |  |  |  |  |  |  |
| | 9. Isabel của Bồ Đào Nha (= 23)                |  |  |  |  |  |  |  |  |  |  |  |  |  |  |  |  |  |  |
| |                                                |  |  |  |  |  |  |  |  |  |  |  |  |  |  |  |  |  |  |
| |                                                |  |  |  |  |  |  |  |  |  |  |  |  |  |  |  |  |  |  |
| | 19. María của Aragón và Castilla               |  |  |  |  |  |  |  |  |  |  |  |  |  |  |  |  |  |  |
| |                                                |  |  |  |  |  |  |  |  |  |  |  |  |  |  |  |  |  |  |
| |                                                |  |  |  |  |  |  |  |  |  |  |  |  |  |  |  |  |  |  |
| | 2. Felipe III của Tây Ban Nha                  |  |  |  |  |  |  |  |  |  |  |  |  |  |  |  |  |  |  |
| |                                                |  |  |  |  |  |  |  |  |  |  |  |  |  |  |  |  |  |  |
| |                                                |  |  |  |  |  |  |  |  |  |  |  |  |  |  |  |  |  |  |
| | 20. Ferdinand I của Thánh chế La Mã (= 12, 30) |  |  |  |  |  |  |  |  |  |  |  |  |  |  |  |  |  |  |
| |                                                |  |  |  |  |  |  |  |  |  |  |  |  |  |  |  |  |  |  |
| |                                                |  |  |  |  |  |  |  |  |  |  |  |  |  |  |  |  |  |  |
| | 10. Maximilian II của Thánh chế La Mã          |  |  |  |  |  |  |  |  |  |  |  |  |  |  |  |  |  |  |
| |                                                |  |  |  |  |  |  |  |  |  |  |  |  |  |  |  |  |  |  |
| |                                                |  |  |  |  |  |  |  |  |  |  |  |  |  |  |  |  |  |  |
| | 21. Anna của Bohemia và Hungary (= 13, 31)     |  |  |  |  |  |  |  |  |  |  |  |  |  |  |  |  |  |  |
| |                                                |  |  |  |  |  |  |  |  |  |  |  |  |  |  |  |  |  |  |
| |                                                |  |  |  |  |  |  |  |  |  |  |  |  |  |  |  |  |  |  |
| | 5. Anna của Áo (≠ 15)                          |  |  |  |  |  |  |  |  |  |  |  |  |  |  |  |  |  |  |
| |                                                |  |  |  |  |  |  |  |  |  |  |  |  |  |  |  |  |  |  |
| |                                                |  |  |  |  |  |  |  |  |  |  |  |  |  |  |  |  |  |  |
| | 22. Carlos I của Tây Ban Nha (= 8)             |  |  |  |  |  |  |  |  |  |  |  |  |  |  |  |  |  |  |
| |                                                |  |  |  |  |  |  |  |  |  |  |  |  |  |  |  |  |  |  |
| |                                                |  |  |  |  |  |  |  |  |  |  |  |  |  |  |  |  |  |  |
| | 11. María của Tây Ban Nha                      |  |  |  |  |  |  |  |  |  |  |  |  |  |  |  |  |  |  |
| |                                                |  |  |  |  |  |  |  |  |  |  |  |  |  |  |  |  |  |  |
| |                                                |  |  |  |  |  |  |  |  |  |  |  |  |  |  |  |  |  |  |
| | 23. Isabel của Bồ Đào Nha (= 9)                |  |  |  |  |  |  |  |  |  |  |  |  |  |  |  |  |  |  |
| |                                                |  |  |  |  |  |  |  |  |  |  |  |  |  |  |  |  |  |  |
| |                                                |  |  |  |  |  |  |  |  |  |  |  |  |  |  |  |  |  |  |
| | 1. María Ana của Tây Ban Nha                   |  |  |  |  |  |  |  |  |  |  |  |  |  |  |  |  |  |  |
| |                                                |  |  |  |  |  |  |  |  |  |  |  |  |  |  |  |  |  |  |
| |                                                |  |  |  |  |  |  |  |  |  |  |  |  |  |  |  |  |  |  |
| | 24. Juana I của Castilla (= 16)                |  |  |  |  |  |  |  |  |  |  |  |  |  |  |  |  |  |  |
| |                                                |  |  |  |  |  |  |  |  |  |  |  |  |  |  |  |  |  |  |
| |                                                |  |  |  |  |  |  |  |  |  |  |  |  |  |  |  |  |  |  |
| | 12. Ferdinand I của Thánh chế La Mã (= 20, 30) |  |  |  |  |  |  |  |  |  |  |  |  |  |  |  |  |  |  |
| |                                                |  |  |  |  |  |  |  |  |  |  |  |  |  |  |  |  |  |  |
| |                                                |  |  |  |  |  |  |  |  |  |  |  |  |  |  |  |  |  |  |
| | 25. Philipp của Áo (= 17)                      |  |  |  |  |  |  |  |  |  |  |  |  |  |  |  |  |  |  |
| |                                                |  |  |  |  |  |  |  |  |  |  |  |  |  |  |  |  |  |  |
| |                                                |  |  |  |  |  |  |  |  |  |  |  |  |  |  |  |  |  |  |
| | 6. Karl II của Nội Áo                          |  |  |  |  |  |  |  |  |  |  |  |  |  |  |  |  |  |  |
| |                                                |  |  |  |  |  |  |  |  |  |  |  |  |  |  |  |  |  |  |
| |                                                |  |  |  |  |  |  |  |  |  |  |  |  |  |  |  |  |  |  |
| | 26. Ulászló II của Hungary                     |  |  |  |  |  |  |  |  |  |  |  |  |  |  |  |  |  |  |
| |                                                |  |  |  |  |  |  |  |  |  |  |  |  |  |  |  |  |  |  |
| |                                                |  |  |  |  |  |  |  |  |  |  |  |  |  |  |  |  |  |  |
| | 13. Anna của Bohemia và Hungary (= 21, 31)     |  |  |  |  |  |  |  |  |  |  |  |  |  |  |  |  |  |  |
| |                                                |  |  |  |  |  |  |  |  |  |  |  |  |  |  |  |  |  |  |
| |                                                |  |  |  |  |  |  |  |  |  |  |  |  |  |  |  |  |  |  |
| | 27. Anne xứ Foix-Candale                       |  |  |  |  |  |  |  |  |  |  |  |  |  |  |  |  |  |  |
| |                                                |  |  |  |  |  |  |  |  |  |  |  |  |  |  |  |  |  |  |
| |                                                |  |  |  |  |  |  |  |  |  |  |  |  |  |  |  |  |  |  |
| | 3. Margarete của Áo                            |  |  |  |  |  |  |  |  |  |  |  |  |  |  |  |  |  |  |
| |                                                |  |  |  |  |  |  |  |  |  |  |  |  |  |  |  |  |  |  |
| |                                                |  |  |  |  |  |  |  |  |  |  |  |  |  |  |  |  |  |  |
| | 28. Wilhelm IV xứ Bayern                       |  |  |  |  |  |  |  |  |  |  |  |  |  |  |  |  |  |  |
| |                                                |  |  |  |  |  |  |  |  |  |  |  |  |  |  |  |  |  |  |
| |                                                |  |  |  |  |  |  |  |  |  |  |  |  |  |  |  |  |  |  |
| | 14. Albrecht V xứ Bayern                       |  |  |  |  |  |  |  |  |  |  |  |  |  |  |  |  |  |  |
| |                                                |  |  |  |  |  |  |  |  |  |  |  |  |  |  |  |  |  |  |
| |                                                |  |  |  |  |  |  |  |  |  |  |  |  |  |  |  |  |  |  |
| | 29. Maria Jakobäa xứ Baden                     |  |  |  |  |  |  |  |  |  |  |  |  |  |  |  |  |  |  |
| |                                                |  |  |  |  |  |  |  |  |  |  |  |  |  |  |  |  |  |  |
| |                                                |  |  |  |  |  |  |  |  |  |  |  |  |  |  |  |  |  |  |
| | 7. Maria Anna xứ Bayern                        |  |  |  |  |  |  |  |  |  |  |  |  |  |  |  |  |  |  |
| |                                                |  |  |  |  |  |  |  |  |  |  |  |  |  |  |  |  |  |  |
| |                                                |  |  |  |  |  |  |  |  |  |  |  |  |  |  |  |  |  |  |
| | 30. Ferdinand I của Thánh chế La Mã (= 12, 20) |  |  |  |  |  |  |  |  |  |  |  |  |  |  |  |  |  |  |
| |                                                |  |  |  |  |  |  |  |  |  |  |  |  |  |  |  |  |  |  |
| |                                                |  |  |  |  |  |  |  |  |  |  |  |  |  |  |  |  |  |  |
| | 15. Anna của Áo (≠ 5)                          |  |  |  |  |  |  |  |  |  |  |  |  |  |  |  |  |  |  |
| |                                                |  |  |  |  |  |  |  |  |  |  |  |  |  |  |  |  |  |  |
| |                                                |  |  |  |  |  |  |  |  |  |  |  |  |  |  |  |  |  |  |
| | 31. Anna của Bohemia và Hungary (= 13, 21)     |  |  |  |  |  |  |  |  |  |  |  |  |  |  |  |  |  |  |
| |                                                |  |  |  |  |  |  |  |  |  |  |  |  |  |  |  |  |  |  |
| |                                                |  |  |  |  |  |  |  |  |  |  |  |  |  |  |  |  |  |  |